# Göran Lindblad (Politiker)

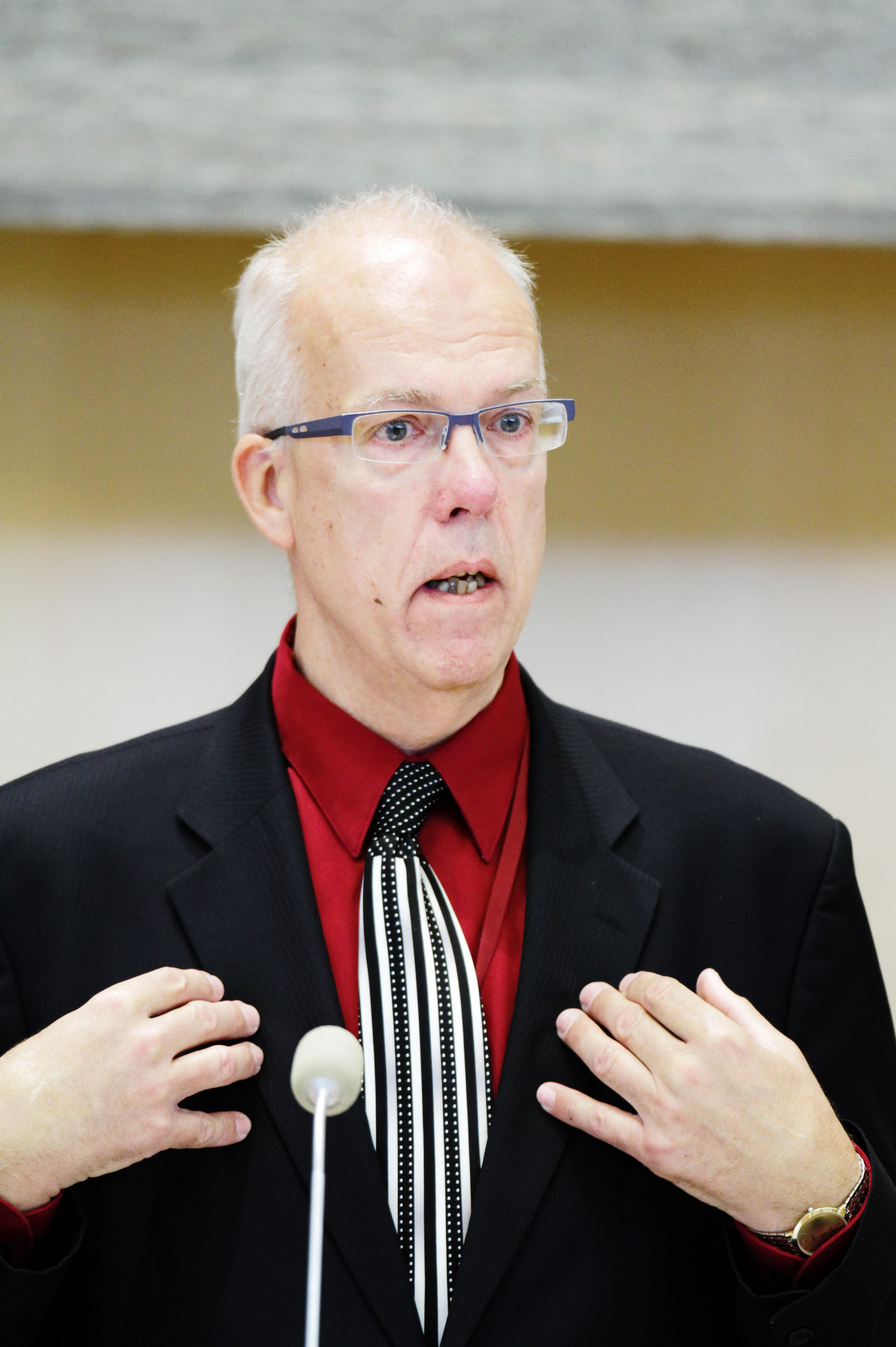
Göran Lindblad

Lars Göran Axel Lindblad (* 1950) ist ein schwedischer konservativer Politiker (Moderata samlingspartiet). Er ist seit 1997 Mitglied des Schwedischen Reichstags.

## Leben
Lindblad absolvierte ein zahnmedizinisches Studium. Bereits 1993 wurde er stellvertretendes Mitglied (Ersättare) des Reichstages.
Er ist Mitglied im Komitee für Auswärtige Angelegenheiten sowie stellvertretendes Mitglied der schwedischen Delegation in der Parlamentarischen Versammlung des Europarats.
Lindblad initiierte die Europaratsresolution 1481 (2006) zur Notwendigkeit der internationalen Verurteilung von Verbrechen totalitärer kommunistischer Regime.